# Monte Mantalingajan
Monte Mantalingajan (o Mantalingahan o Mantaling) es una montaña en el sur de Palawan, en las Filipinas, que forma la parte más alta de la región geológica del monte Beaufort, una serie de afloramientos del Eoceno de origen ultramáfico, de los cuales el monte Victoria constituye la mayor superficie de tierra contigua. El pico de esta montaña es el punto más alto de Palawan.
La montaña forma el centro del Paisaje protegido del monte Mantalingahan (MMPL), un parque nacional que cubre toda la cordillera de Mantalingahan.